# フェイフェイ・リ
フェイフェイ・リ（Fei-Fei Li、李飛飛、1976年7月3日 - ）は中国生まれのアメリカ人コンピューター科学者。

## 経歴
北京に生まれ16歳でアメリカに移住、プリンストン大学卒業後にカリフォルニア工科大学で電気工学の博士号を取得。2006年から2014年までグーグルに勤務。2009年、スタンフォード大学に着任。2015年、スタンフォード人工知能研究所の所長としてトヨタ自動車と連携研究センター設立の合意を発表。2016年、グーグルのAIと機械学習のチーフサイエンティストに就任。2017年、北京にグーグル AI中国研究センターを開設したことを正式発表。2018年にグーグルを退社しスタンフォード大学に復帰。2020年5月11日、ツイッター社の独立取締役に就任したことが発表された。2024年コンピュータパイオニア賞、 2025年クイーンエリザベス工学賞受賞。